# 9 Ceti
9 Ceti (9 Cet / HD 1835 / HR 88 / HIP 1803) es una estrella variable de magnitud aparente +6,38. Se localiza en el rincón suroeste de la constelación de Cetus, al suroeste de ι Ceti, noroeste de Deneb Kaitos (β Ceti) y al norte de 6 Ceti.
Se encuentra a 66 años luz de distancia del sistema solar.
9 Ceti es una enana amarilla de tipo espectral G3V con una temperatura efectiva de 5767 K.
Ligeramente más luminosa que el Sol, su diámetro es algo más grande que el de nuestra estrella —aproximadamente un 10% mayor—, aunque su masa parece ser algo inferior a la masa solar, equivalente al 93% de la misma.
Presenta una metalicidad un 44% mayor que la del Sol, observándose la misma tendencia en otros elementos como magnesio, níquel y silicio.
A diferencia del Sol, cuya edad es de 4600 millones de años, 9 Ceti es una estrella muy joven, con una edad de sólo 600 millones de años. Su edad estimada mediante girocronología es incluso inferior, en torno a 400 millones de años. Está clasificada como una variable BY Draconis, recibiendo la denominación de variable BE Ceti; la variabilidad tiene su origen en la presencia de manchas oscuras que entran y salen del campo de visión debido a la rápida rotación, ya que el período de rotación es de 7,7 días.
Se conocen dos ciclos de actividad cromosférica de 9,1 y 6,7 años, pudiendo existir superpuesto a ellos un ciclo más largo de 25 años.